# WiBro
WiBro (ang. Wireless Broadband, kor. 와이브로) – mobilna technologia oparta na standardzie WiMax, która pozwala na bezprzewodowy dostęp do Internetu. Oparta jest na mobilnym standardzie IEEE 802.16 e. Komercyjne świadczenie usług WiBro rozpoczęto jak dotąd tylko w Korei w 2006 roku. Obecnie stacje bazowe WiBro pozwalają na mobilny dostęp do Internetu w promieniu do 5 km ze zagregowaną prędkością od 30 do 50 Mb/s.
System WiBro został opracowany w celu przezwyciężeniu ograniczeń szybkości przesyłania danych z telefonu komórkowego. Dostarcza także mobilność urządzeniom ruchomym do 120 km/h.

## Usługi WiBro
Downlink i uplink mechanizmy systemu WiBro są dość różne. W przypadku downlink, stacja bazowa (BS) odbiera pakiety z podstawowej sieci, a następnie przekazuje te pakiety do stacji ruchomej (MS). BS ma własności Media downlink, a także posiada pełną wiedzę na temat systemu; pakiety usług w czasie rzeczywistym mogą być przenoszone z wyższym pierwszeństwem, tak aby jakość usług (QoS) mogła być łatwo gwarantowana. Wręcz przeciwnie, QoS jest bardziej skomplikowana do osiągnięcia w uplink, ponieważ media uplink jest wykorzystywany przez użytkowników. MS prosi o możliwość BS przed wysłaniem danych, BS gromadzi wszystkie wnioski, a następnie przydziela zasoby dla użytkowników. Aby zapewnić QoS w uplink, system WiBro klasyfikuje pięć rodzajów usług uplink:
- UGS (Unsolicited Grant Service)
- rtPS (Real Time Polling Service)
- ertPS (Extended Real Time Polling Service)
- nrtPS (Non Real Time Polling Service)
- BE (Best-efforts)

WiBro wykorzystuje strukturę ramek OFDMA TDD. Dzięki temu zakodowane bity danych są przesyłane za pośrednictwem zestawu sygnałów nośnych w komunikacji bezprzewodowej. W specyfikacji WiBro istnieje 864 sygnałów nośnych (rozmiar FFT jest 1024) w 9MHz przepustowości. Długość ramki TDD to 5 ms, i jest podzielona na ciąg małych jednostek logicznych, zwanych symboli. Struktura ramki jest ustalona na 27 symboli dla pomocniczej downlink i 15 symboli dla pomocniczej uplink. WiBro obsługuje również różne systemy modulacji (QPSK, 16QAM, 64QAM) i CTC, aby zmaksymalizować prędkość transmisji danych.

## Parametry systemu
| Parametry                 | Wartość      |
| ------------------------- | ------------ |
| przepustowość             | 10 MHz       |
| częstotliwość próbkowania | 10 MHz       |
| faktyczna szerokość pasma | 8,75 MHz     |
| liczba użytych tonów      | 864 z 1,024  |
| liczba tonów pilotażowych | 96           |
| rozstaw tonów             | 9,765625 kHz |
| TDD długość ramki         | 5 ms         |
| liczba symbolów w ramce   | 42           |

## Standard TTA
Wymóg dostępu radiowego
| współczynnik ponownego wykorzystania częstotliwości | 1                                                 |
| mobilność                                           | ≤60 km/h                                          |
| zakres usług                                        | ≤1 km                                             |
| widmowa wydajność                                   | Max. DL/UL =6/2 aver. DL/UL =2/1                  |
| przełączenie                                        | ≤150 ms                                           |
| przepustowość                                       | Max. DL/UL =3/1 [Mbps] Min. DL/UL =512/128 [Kbps] |

## Warstwa sieci – specyfikacja
wersja IP
- IPv4
- IPv6

mobilność
- L2 płynne przełączanie
- mobilne IP

bezpieczeństwo
- EAP / PKI
- RADIUS / DIAMETER

Zarządzanie siecią
- SNMP
- zdolność własnej konfiguracji

## Porównanie usług
|                            | WiBro                           | DSL                    | WLAN                     | Systemy komercyjne      |
| -------------------------- | ------------------------------- | ---------------------- | ------------------------ | ----------------------- |
| obszar usług               | na zewnątrz/wewnątrz            | wewnątrz               | wewnątrz (Hotspot)       | na zewnątrz/wewnątrz    |
| szybkość transmisji danych | wysoka prędkość                 | bardzo wysoka prędkość | wysoka prędkość          | niska                   |
| mobilność                  | wysoka                          | nie                    | wysoka                   | bardzo wysoka           |
| przesył danych             | przewodowa/bezprzewodowa        | przewodowa             | przewodowa/bezprzewodowa | bezprzewodowa           |
| taryfa                     | stosunkowo niska                | stosunkowo niska       | niska                    | wysoka                  |
| terminal                   | smart phone, PAD, Notebook itp. | PC, Notebook           | PAD, Notebook            | telefony komórkowe, PAD |